# 太田光二
太田 光二（おおた みつじ、1900年〈明治33年〉3月20日 - 1973年〈昭和48年〉1月7日）は、日本の政治家、新聞記者。第13-15代岡崎市長（3期）、愛知県会議員、岡崎市会議員、全国市長会副会長、日本消防協会副会長などを歴任した。

## 経歴

### 生い立ち
父親は伊賀八幡宮の神官の家来だった鈴木四郎三郎。鈴木が愛知県額田郡下山村田代（現・豊田市下山田代町）に逃れ、魚行商人をしていた頃、三男として生まれた。5歳の時、一家をあげて本籍地の岡崎へ戻った。のちに母方の実家の太田家を継ぐ。
広幡町立広幡尋常高等小学校（現・岡崎市立広幡小学校）を卒業後、教師として身を立てるつもりで足助町の准教員養成講習会に通う。免許を受ける際、修身の科目を落としたため教師の道は一旦閉ざされる。

### 新聞記者

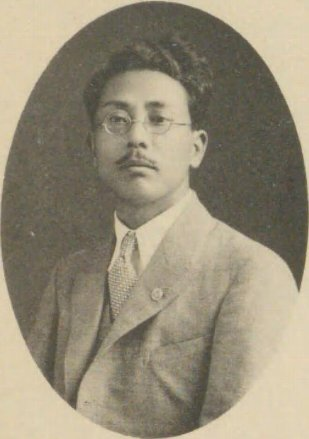
岡崎市会議員時代の太田

1916年（大正5年）、竹内京治の『岡崎朝報』に新聞記者募集の広告が出ていたのを見つけた母親から「字が習えるから」と記者になることをしきりにすすめられ、同社の試験を受けて入社。20歳の時、市内松本町の置屋「浅岡」の娘と結婚。
1921年（大正10年）、『名古屋毎日新聞』に転職。同年、一面の随筆欄へ「奇怪なる自我の研究」と題する一文を寄稿。これを『山梨民友新聞』が無断で転載すると、同紙は秩序紊乱のかどで摘発された。検察側はその内容を「政界、財界の現状に不満をもち、元老、重臣暗殺を示唆する」ものとし、筆者の太田は新聞紙法違反に問われ、禁固2ヶ月、罰金100円を言い渡された。入獄中、原敬首相暗殺の報を聞き衝撃を受ける。「私の随筆のなかの政治への諷刺が現実の形をとって現れたわけで、処罰そのものに得心がいくとともに、これが私の政治への開眼ともなった」とのちに述べている。
出所後は知多郡半田町の『尾三通信』、碧海郡新川町の『新愛知』、西尾町の『尾三新聞』、『名古屋新聞』岡崎支局などを経て、再び『岡崎朝報』に戻り、それから岡田撫琴に迎えられて『三河日報』の主筆となった。
1927年（昭和2年）6月1日、憲政会と政友本党が合併して立憲民政党が成立。同党三河地区の機関紙『三河時報』の発行を任される。
1928年（昭和3年）10月5日執行の岡崎市会議員選挙に出馬するも落選。会社に言わずに選挙に立ったため、社長の岡田撫琴の逆鱗に触れ『三河日報』を退職。同年11月、立憲民政党岡崎支部である岡崎民政倶楽部が分裂し、岡崎民政青年団が設立されると、太田は同団体の常任幹事となった。1929年（昭和4年）8月、父を亡くす。
1932年（昭和7年）10月5日の市議選で初当選。1939年（昭和14年）9月、愛知県会議員選挙にも民政党から出馬し初当選した。
県議選に当選した年の4月に広幡警防団長を拝命、消防活動に挺身した。1945年（昭和20年）7月20日の岡崎空襲に際しては、7時間余りにわたって猛火の阻止に当たり能見町、元能見町、福寿町、材木町一帯の警備区域防衛に成功した。

### 戦災復興

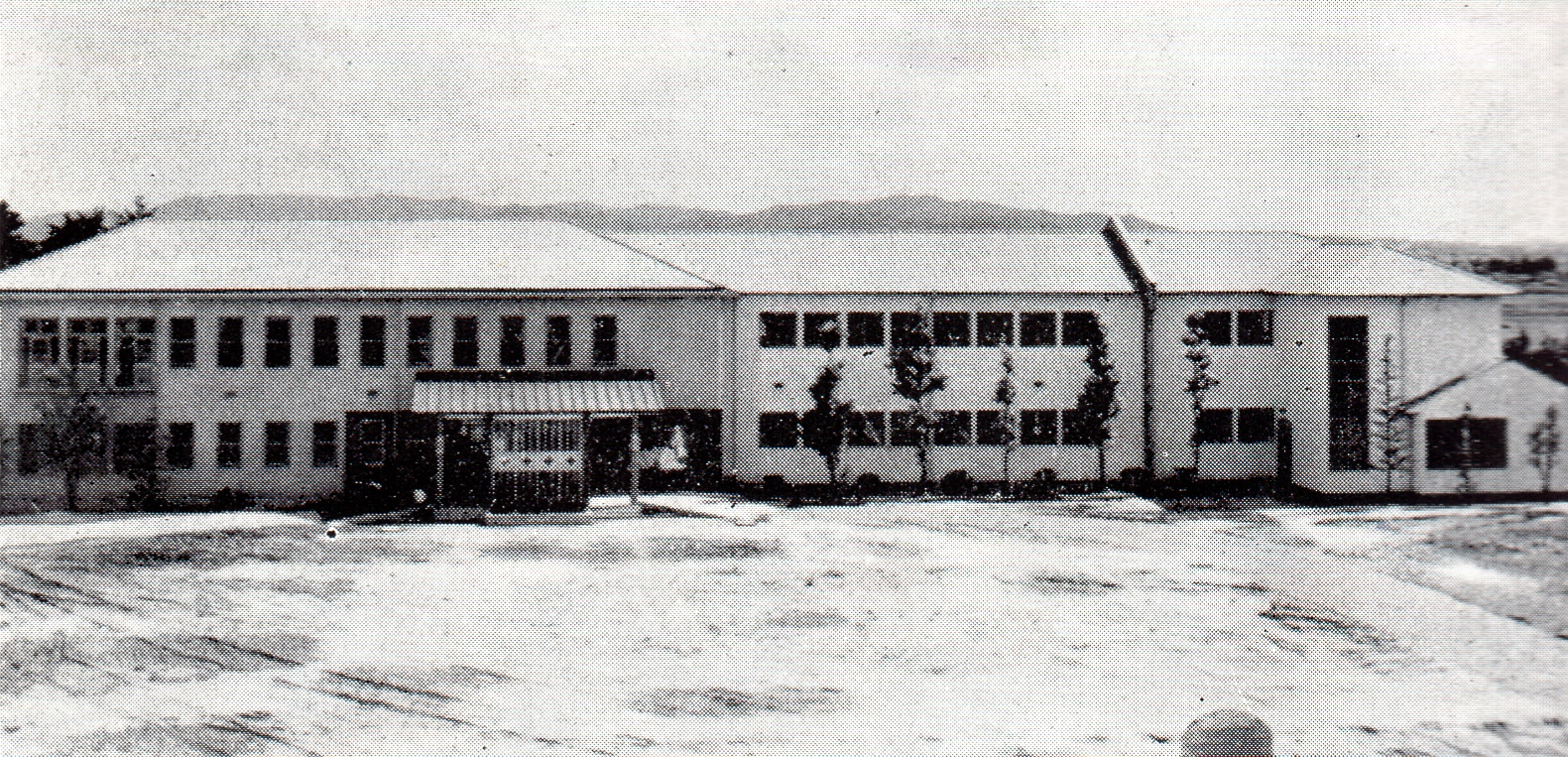
1949年に発足した愛知学芸大学（岡崎市明大寺町）

1947年（昭和22年）1月20日、特別都市計画法に基づく土地区劃整理委員会委員長に選出された。竹内京治市長とともに戦災復興土地区画整理事業を意欲的に推進した。岡崎市は戦災都市の中でも復興成績がとりわけ優秀だったため、1949年（昭和24年）6月27日に全国の「戦災復興モデル都市」に指定されている。1948年（昭和23年）5月18日から1951年（昭和26年）4月7日まで岡崎市議会議長を務めた。
1950年（昭和25年）8月30日から1951年（昭和26年）4月29日まで愛知県議会議長を務めた。
1948年（昭和23年）から翌年にかけて愛知県大学設置調査委員会の委員長として愛知学芸大学（現・愛知教育大学）の誘致に尽力。愛知学芸大学は1949年（昭和24年）5月31日に発足し、同年9月19日、岡崎市明大寺町字西郷中38番地を本部とすることが定められた。
岡崎市消防本部の庁舎新築に尽力し、愛知県地方制度調査特別委員会の委員長として国家地方警察と自治体警察の一本化を推進した。1954年（昭和29年）6月3日、警察法改正の賛否をめぐって衆議院本会議は乱闘となるが、このとき太田は国会に駆け付けている（新警察法は同年7月1日に施行）。
1955年（昭和30年）4月、県議選に自由党から出馬し4期目の当選。
1956年（昭和31年）6月10日、自由民主党岡崎支部が発足。初代支部長に就任。
1958年（昭和33年）3月7日、消防行政功績者として藍綬褒章受章。戦後は『中部消防新聞』の社主も兼ねた。

### 市長選に出馬

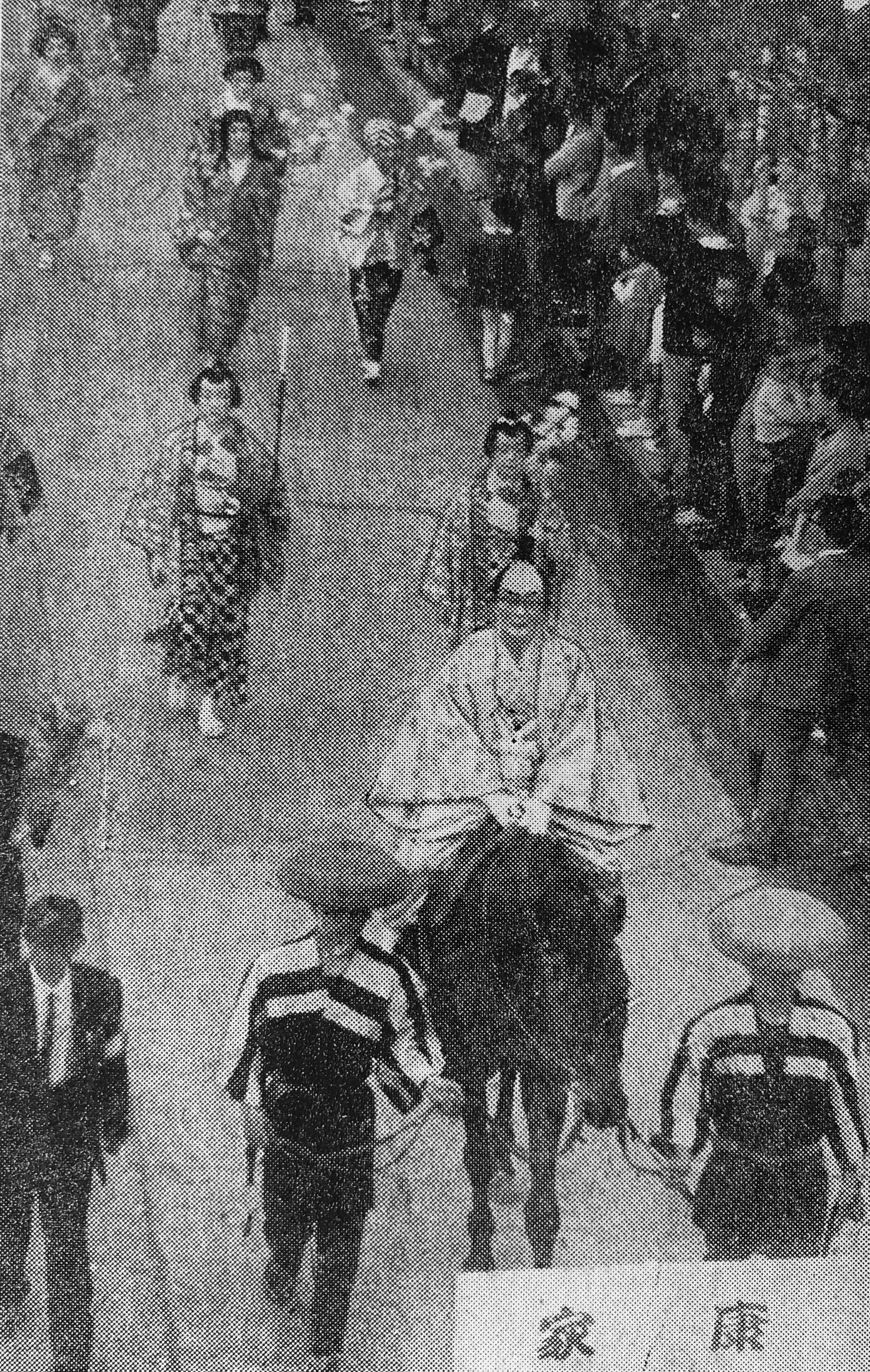
1967年の家康行列。徳川家康に扮する太田。

1957年（昭和32年）11月2日、合併後各地区に設けられた後援団体「光会」の連合会結成大会が開かれる。
1958年（昭和33年）9月16日、『東海新聞』に「太田光二氏、市長選へ踏切る」とのスクープ記事が掲載される。「市長など性に合わない」としぶる太田を榊原金之助と鳥居茂市議が秘密裡に口説いたといわれ、側近らのほとんどにとっては寝耳に水であった。9月21日、光会連合会は緊急役員会を開き、満場一致で太田を次期市長選に推薦することを決議。
同年10月15日、内田喜久の発案により現職の竹内京治の推薦母体となる愛市連盟の結成準備委員会が開かれる。10月22日、愛市連盟の幹部らは市役所を訪れ、竹内に4選出馬を要請。10月25日、この事態を重く見た岡崎市議26名は「円満な話合いによって調整一本化を図るため居中調停の労を執りたい」と述べた声明書を発表するが、竹内は同日、市長選出馬を正式に表明した。
太田には桑原幹根愛知県知事、倉知桂太郎県議会議長、中垣國男（衆議院議員・自民党）、岡崎商工会議所会頭の田口宗平らが支援するほか、自民党愛知県連が推薦を決定した。一方、4選を狙う竹内には小林錡（衆議院議員・自民党）、太田一夫（同・社会党）、柴田栄（参議院議員・自民党・全国区）らがついたため、1959年（昭和34年）の岡崎市長選挙は4年前の市長選と並ぶ凄惨な争いとなった。社会党岡崎支部においては、執行部が独断的に竹内推薦を決めたとして反主流派（伊藤よし子派）が反発。同年3月20日に八田清市議ら党員21名が離党するという事態を招いた。市長選には学校法人清光学園創立者の本多由三郎も「石原清光」の名で立候補したが、事実上竹内と太田の一騎打ちであった。
愛市連盟は新聞、チラシ、ポスターなどで、徹底して太田の人格攻撃を行った。投票日の4月30日には、太田が消防関係者の親玉であることをとらえ、「呼べど答えぬ消防本部／火事をシリ目に選挙運動／市民の憤激頂点に達す」という見出しの怪文書を全市に配布した。太田陣営はただちにこれに応酬。「投票前夜の火事騒ぎ／消防活動は立派だった／ヒボウのデマ流す悪辣集団」と書かれた文書を印刷するという一幕もあった。接戦の末、太田が竹内を小差で下し初当選した。5月2日、第13代岡崎市長に就任。
※当日有権者数：92,212人 最終投票率：91.89%（前回比： 0.55pts）
| 候補者名 | 年齢 | 所属党派 | 新旧別 | 得票数   | 得票率 | 推薦・支持 |
| -------- | ---- | -------- | ------ | -------- | ------ | ---------- |
| 太田光二 | 59   | 無所属   | 新     | 42,445票 | 50.96% |            |
| 竹内京治 | 71   | 無所属   | 現     | 39,067票 | 46.91% |            |
| 石原清光 | 63   | 無所属   | 新     | 1,053票  | 1.26%  |            |
| 加藤定一 |      | 無所属   | 新     | 724票    | 0.87%  |            |

1963年（昭和38年）4月、無投票で再選。
1964年（昭和39年）6月26日から1965年（昭和40年）7月9日まで全国市長会副会長を務めた。
1967年（昭和42年）4月、中野四郎の支援を受けた元議員秘書の原嶋亮二、日本共産党新人らを破り3選。市制50周年記念事業の一環として整備を進めていた岡崎市民会館が6月22日に完成。6月28日、3期12年にわたって竹内・太田市政を支えた助役の浅岡齋が退任。
1970年（昭和45年）4月29日、勲三等瑞宝章受章。

### 1971年岡崎市長選挙
1971年（昭和46年）の市長選に向け、かたくなに3期引退を決意していたが、後援会幹部らに説得され立候補に踏み切った。対立候補者は前回戦った原嶋と、県議2期目の内田喜久。内田はデマを含むアジビラを大量にばらまき、その中には「太田は息子をスポーツガーデンのボウリング場業務にあてており、一族によるスポーツガーデン私物化への意図は歴然である」とするものもあった。息子まで巻き込む相手方の中傷に太田は激怒し、理性をも失い、それがために4選出馬に向かったとも言われている。投票は4月25日に行われ、内田に大差で敗れた。
※当日有権者数：136,567人 最終投票率：87.50%（前回比： 1.73pts）
| 候補者名 | 年齢 | 所属党派 | 新旧別 | 得票数   | 得票率 | 推薦・支持 |
| -------- | ---- | -------- | ------ | -------- | ------ | ---------- |
| 内田喜久 | 46   | 無所属   | 新     | 73,275票 | 61.87% |            |
| 太田光二 | 71   | 無所属   | 現     | 34,705票 | 29.30% |            |
| 原嶋亮二 | 40   | 無所属   | 新     | 10,457票 | 8.83%  |            |

20万枚の文書が飛び交ったと言われた市長選は大きな傷跡を残した。「市役所ぐるみ」の選挙が批判された太田陣営からは、水道局係長が投票3日前に公選法違犯の容疑で逮捕され、その後腹心の水道局長も逮捕された。太田は広報紙に「年齢七十歳を越え、三期という長い在任、黒い霧を起すものに包まれさいなまれ、ムードに弱い婦人票のリードする時代と言ったものが私をずり下した」と書いて別れを告げ、5月1日、乗り慣れた自転車で新築工事中の市役所を去った。
広報紙には「市長日記」と民間人によるコラム「市政雑感」が順繰りに掲載されており、コラム執筆陣の一人である福岡寿一は1971年5月15日号で新市長の内田に向けて訴えた。「こういう場合、いつも下司の知恵として出てくる『何事も円満のため』ということは、問題を避けて通るのではなく、太田さんのいう『黒い霧を起』したものによって、全市の隅々までも浸透した『そのこと』が果して事実であるか否かを市民の前に立証することによってのみ正されるものであることをわれわれは知っている。まず、そのことが事実か否かをあきらかにせよ」
内田は1959年11月10日号から続く「市政雑感」を福岡の回で打ち切り、就任から間もない7月1日、太田を名誉市民に推挙することで幕引きを図った。スポーツガーデンをめぐる疑惑の真相はついに解明されることなく終わった。
1973年（昭和48年）1月7日、脳卒中により市内伊賀町7丁目の自宅で死去。72歳没。

## 市政

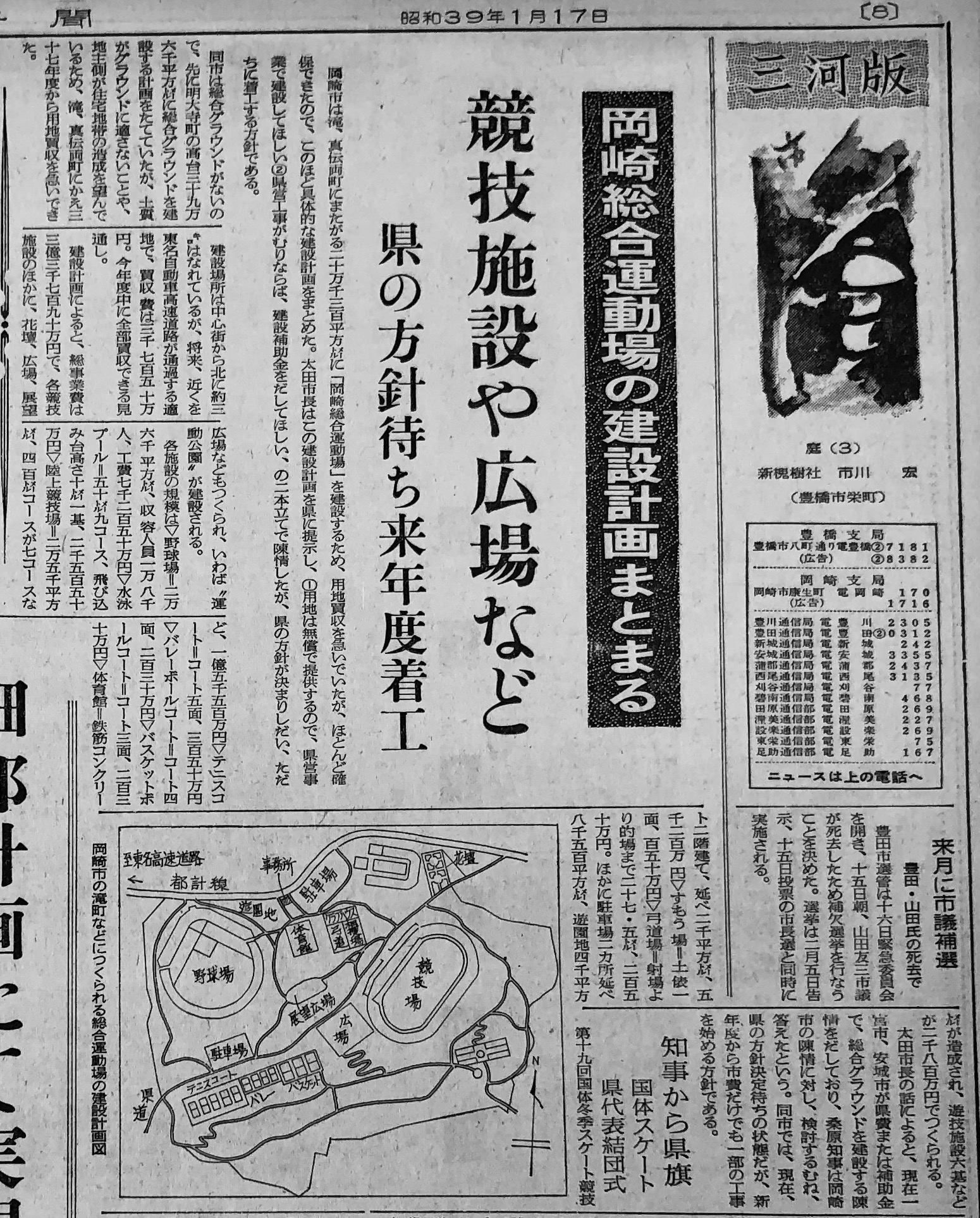
1964年1月、太田は愛知県岡崎総合運動場（現・岡崎市龍北総合運動場）の建設計画を公表した。

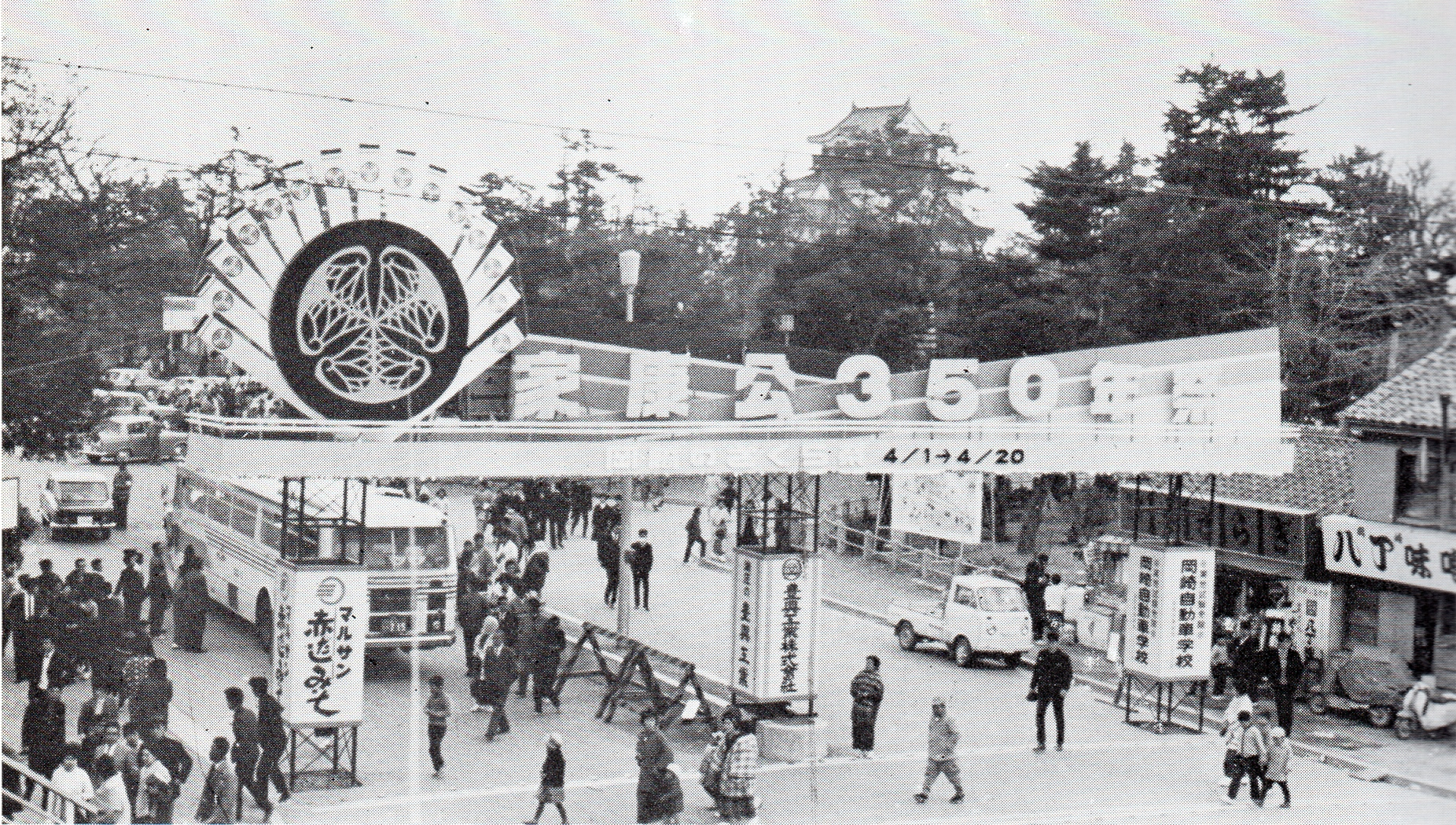
1965年4月1日～20日、岡崎市は「家康公350年祭」を開催。

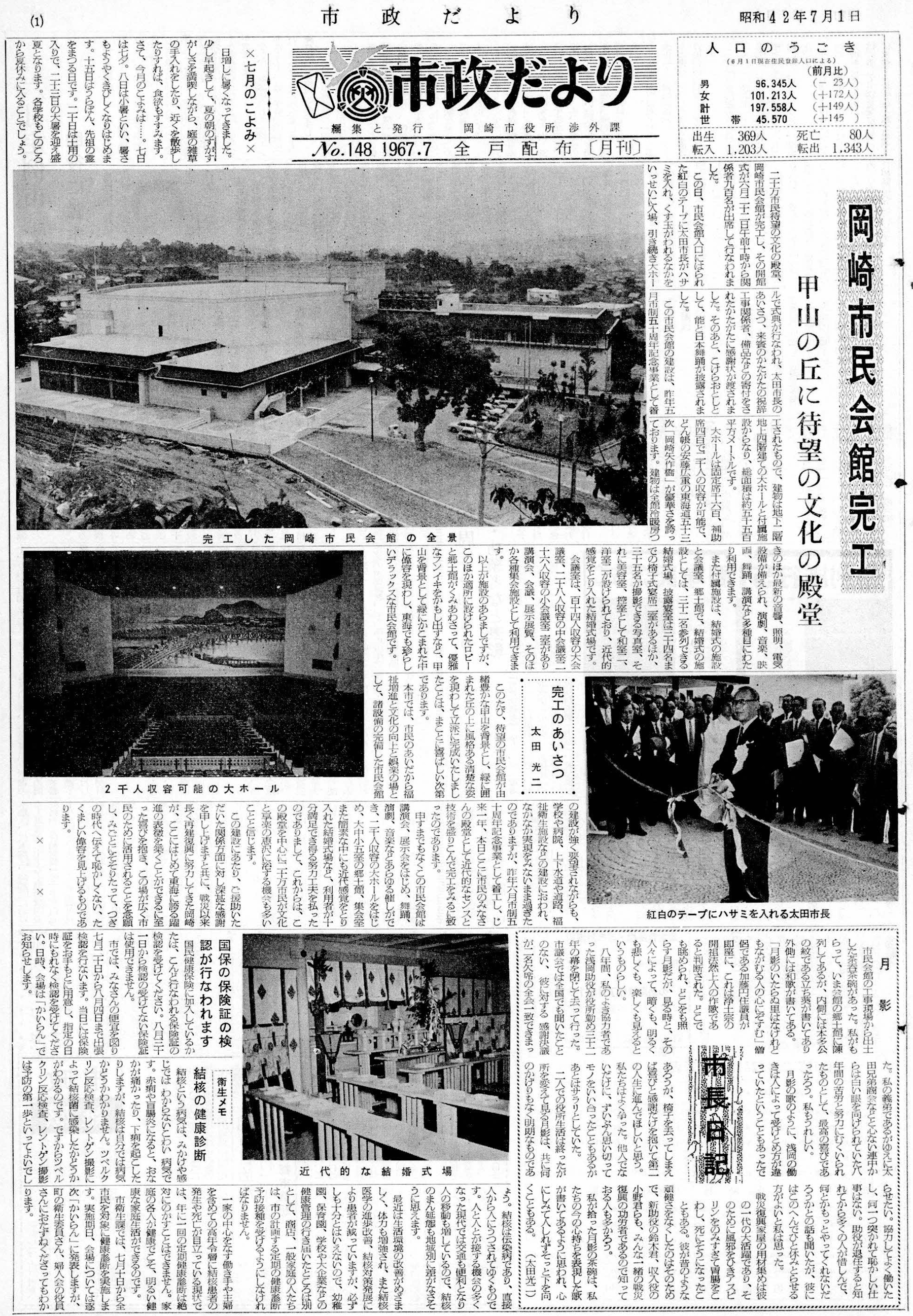
岡崎市民会館完成を告げる市の広報紙（1967年7月1日発行）

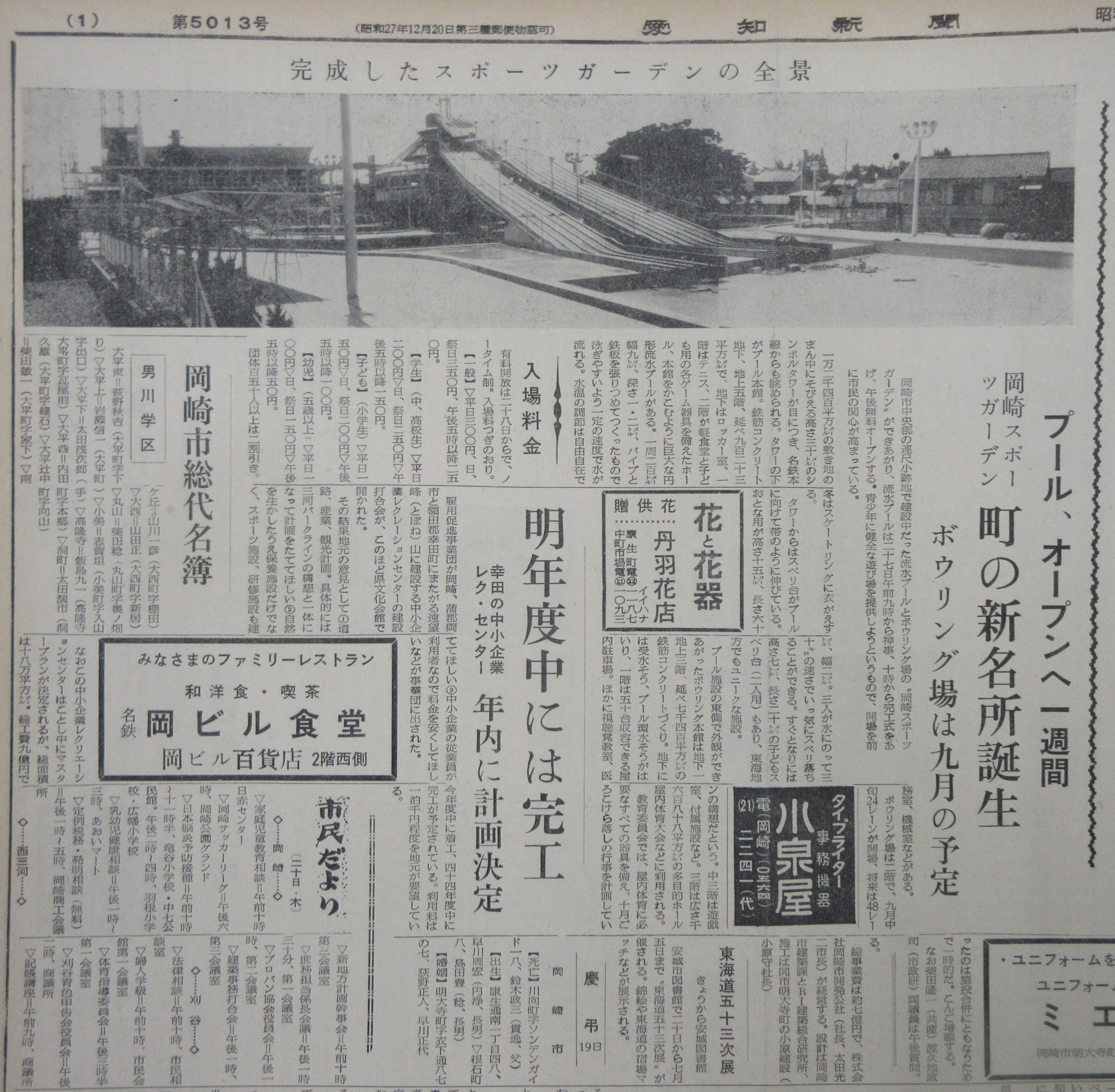
「岡崎スポーツガーデン」オープンを報じる地元紙の記事

- 太田は初当選後、明大寺町の高台39万6千平方メートルに総合グラウンドを建設する計画を立てた。ところが土質がグラウンドに合わないことが判明し、また、地主側が住宅地の造成を望んだため、真伝町、滝町にまたがる20万1300平方メートルの区域に変更した。1962年（昭和37年）度から用地買収を進め、確保のめどがたつと、1964年（昭和39年）1月に建設計画を発表した。太田は建設計画を愛知県に提示し、「用地は無償で提供するので、県営事業で建設してほしい」「県営工事が無理ならば、建設補助金を出してほしい」と陳情した[78]。桑原幹根知事は県営事業として行うことを決め、1965年（昭和40年）4月に工事を着工し、1968年（昭和43年）3月に「愛知県岡崎総合運動場」として開場した[79]。

- 1962年（昭和37年）10月15日、岡崎市は碧海郡六ツ美町を編入した。

- 1963年（昭和38年）4月1日から5月10日にかけて「花と産業科学大博覧会」（通称：岡崎博）を開催[80]。

- 1968年（昭和43年）6月27日、市内康生通西4丁目に総合レクリエーション施設「岡崎スポーツガーデン」を建てた[81][82]。

- 1970年（昭和45年）7月21日、三河湾国定公園の扇子山の山頂（標高：350メートル）に、国民宿舎として桑谷山荘を建てた[83]。

- 同年12月の市議会定例会に、70歳以上の老人医療費を無料にする条例案を提出。同条例は翌1971年（昭和46年）4月に全国の各都市にさきがけて実施された[84]。

## 語録
政治について
「私が先年県会議長に就任して上京した時の話だ。時の自民党幹事長だったと思うが広川弘禅のところへあいさつに出た。丁度当時広川派だった今の江崎防衛長官が紹介してくれたので会議中の席へ行くと『そうかそうかそれはお目出度う、時にいくら持ってきた』と手を出すじゃないか。何か牢名主が新入りにツルを求めているような気がして私はアッとたまげたが『これから儲けて持ってきます』と言ってしまった。『儲けてか』と広川もあきれたような顔をして大きな鼻の穴をしゃくっていた。（中略）四十年来政治に足を突込んでいるがこれほど金について露骨なことばを聞いたことがない。私が地方政界から中央へは怖しくて足が向かないのは金と取組むことの下手な貧乏性であるのを知っているからで、『今度国会が解散したらいいチャンスだ、岡崎から立て』と言う人に私はこれと似たお話をしてお世辞を封じている。」
徳川家康について
「徳川政治が終りを告げて明治維新を迎えようとした時、それまで抑えられていた外様の各大藩の反逆心が爆発し勢力争いを演じて西南の役その他となって現れた。大東亜戦争が終るまでの政治、経済、軍部すべての方面がその流れを汲んだ藩閥、派閥にあやつられて功名を競い、それらの人々による失敗が、やがてあの徹底的な敗戦日本に導いたと言える。あの民族の悲劇は、三河人の作った徳川政治から明治革命への転換をあせった諸国の大名や武士連中の不手際が遠因であると思う。家康の死後三百五十年にして、三河人家康をしみじみと思う。」
岡崎の人間の気質について
愛知・長野のロータリークラブの幹部総会に招かれた際、太田は家康の関東移封が地元に与えた影響について語った。講演後、聴衆が呆れ返ったという話を人づてに聞かされる。
「それはそうとしてロータリーの出席者のうちに私の話がズケズケ言ったからとて『あの市長は社会党か』と聞いたそうだ。その人の感覚はその人のものだからどうでもよいがモノをハッキリ言うことをしないでいて、自分の希望する通りできないと苦情を言うのが今の岡崎人の癖である。徳川三百年の平和時代、徳川本家とその親藩と徳川元来の家来一統は思うことみな自由になったと言ってよい位であった。大名をへこます旗本武士から付け家老を置いて大名を監視した制度。天下太平の組織は上手に巧妙にできていて、そんな癖が残っているものらしい。」
竹内京治について
1924年（大正13年）5月10日に行われた第15回衆議院議員総選挙において、地元岡崎からは近藤重三郎が当選した。この選挙を回顧した文章の中で太田は次のように述べた。
「ときは、政党政治の開花時代で、小選挙区制下の岡崎からは近藤重三郎、原霞外、斎藤鷲太郎、福岡精一といった面々がシノギを削ったものだが、偶々竹内社長が政友本党に所属していた関係から斎藤鷲太郎を応援したところが、近藤重三郎氏が当選した。私は近藤氏を〝金権代議士〟ということで紙上を通じて散々毒付いたまではよかったが、これが近藤派をつよく刺戟して、岡田撫琴、菅野経三郎、都築春吉ら憲政会の猛者連が岡崎朝報へ乗り込んできて『鈴木（注・太田光二）のクビを切れ』と、強談判に及んだ。しかし、そのころの竹内さんはさすがに覇気満々で『何をいうか』とばかり
――他人の使っている社員のことを君らが外部からツベコベいうことはあるまい。文句があるなら堂々と言論戦で来給え。
と、キッパリ刎ねつけてくれたので〝親分、却々頼母しいじゃないか〟と、ひそかに敬服したものであった。」
公職追放について
「戦後の追放で大政翼賛会岡崎支部長菅野経三郎氏がやられたが、これよりさき菅野氏の手で青年団副団長の私を壮年団長に推したところ本部で拒まれ、こんどは当時閑職にいた竹内京治氏にお鉢が回ったけれども、結局海軍大佐太田増右エ門氏が就任したので追放の身代りになってくれたようなものだ。おかげで、竹内さんも私も政治生活を絶たれずにすんだ。また、山本英輔という海軍大将をよんで〝八光会〟の支部をつくる責任者になったことがあるがスンデのことにこの件でも追放になるところを、山本大将が親英派だったため辛うじて助かったのだから、これらはみな私が幸運に恵まれていたからだと思う。」
愛知学芸大学の移転統合について
1966年（昭和41年）7月16日、愛知学芸大学は刈谷市へ移転統合することが正式に決まった。これを受けて太田は市の広報紙に次のように綴った。
「財政負担は県に負わせてこちらへ作れという名古屋側が過半数を占めていた県会の中で、少数の三河勢をひきいて正道の戦いに苦しんだ長い期間の血の記録も今となっては一片の反古となった。そのことはいい。もう過ぎ去り忘れ去ったことであるが、ぬぐってもぬぐい去れないのは市民の血税を注ぎ込んだ誇りの殿堂が、一瞬のオーロラのように消えていこうとしていることへの堪え切れない哀愁と責任感である。私は去る十六日、市会議員協議会の席上この顛末を報告しているうちに感に迫って声が詰まった。私の方を見詰めている議員の目にも明らかに淋しさが漂っている。私はできることならこのままで報告はやめて、立ったまま声に出して泣きたいと思った。見苦しいかも知れないが男一代のうちで公人としての生活三十年、これ程に不合理なうら悲しいできごとに出合ったことはない。（中略）二十万足らずの都市岡崎がこれからどのように動いて大学跡地を活用するのか、不足勝ちな力は自分達の気力と努力で補充する外あるまい。教育大学移転の問題は全く岡崎の新しい受難である。」
岡崎スポーツガーデンについて
前述のとおり3期目の1968年（昭和43年）6月27日に「岡崎スポーツガーデン」がオープン、1971年の市長選に際して、対立候補の内田喜久は、施設建設の経緯に関し太田を批判する文書を配布した。内田の仕掛ける〝黒い霧〟宣伝は思いのほか市民各層に浸透し、数々の疑惑のうわさが選挙の勝敗を分けたとさえ言われた。投開票日の夜、太田は次のように述べた。
「この原因は自分がつくったものだ。市のためによいと考え、法務施設跡地の開発のため議会の議決のもとにスポーツガーデンをつくったが、これがはからずも中傷の道具に使われたのが直接の敗因と思う。しかし後日に至っても何らの不正も中傷の事実がないので、安心ねがいたい。」
市長選落選について
「この敗因はすべて私にある。かくなるものと知りながら退きもかわしもできぬ時があるのが男の世界で、誠意と努力がいつでもどこでも通じると考えるのは政治を行なうものの独りよがりであった。（中略）唯この上は胸を張って市長の席を下りてゆくのみで、みなさんが悲しく見つめてくださると私の誇りが気の毒であります。」